# Программа стерилизации бездомных собак (Москва)

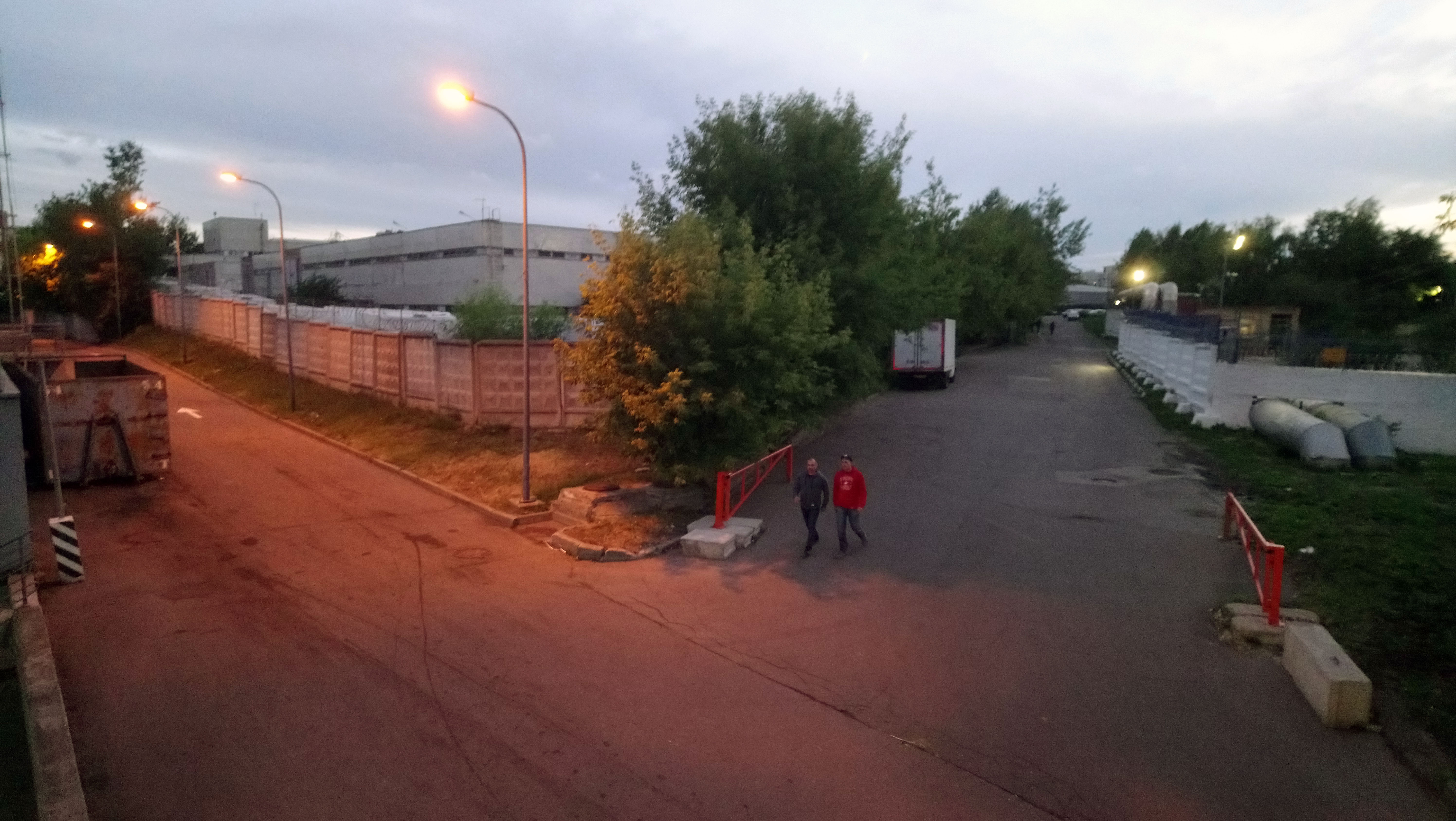
Промзона в Сигнальном проезде, где в разгар реализации программы ОСВВ 14 января 2004 года после нападения стаи из 30 собак погибла 52-летняя Валентина Архипова

Программа стерилизации бездомных животных в Москве («Отлов-Стерилизация-Возврат», «ОСВ», «Программа стерилизации») — городская программа регулирования численности бездомных животных в Москве, включающая отлов и стерилизацию самок бродячих собак с последующим возвращением в места отлова для свободного беспризорного обитания в городской среде.
Проводилась по инициативе зоозащитной общественности на средства городского бюджета с 1998 по 2008 год. В 1999 году был начат локальный эксперимент в районе Марфино, в 2001 году программа повторно получила финансирование из городского бюджета и вновь была запущена с 2002 года. В числе её инициаторов называются депутаты Мосгордумы от «Единой России» Иван Новицкий и Вера Степаненко., а разработчиками стала общественность из зоозащитного движения. В течение пяти лет на программу из городского бюджета было затрачено более 200 млн рублей. В 2007 году городские власти пришли к выводу, что программа не работает. Эксперты в том же году оценили состояние программы как «провал» и отметили, что правительство Москвы тратит на бездомных собак денег больше, чем на бездомных детей.
В 2004 году главный санитарный врач столицы Николай Филатов написал мэру Юрию Лужкову письмо, в котором раскритиковал программу стерилизации и заявил, что «она ведет к осложнению эпидемической обстановки на территории города». В 2005-м главный редактор «Красной книги Москвы» Борис Самойлов заявил, что бездомные собаки сожрали всех косуль в национальном парке «Лосиный Остров» и угрожают любым другим животным, «за исключением белок, которые могут спрятаться на деревьях».
В странах ЕС программы стерилизации проводятся лишь в отношении кошек, а беспризорные собаки отлавливаются и помещаются в приют, где невостребованные усыпляются.
В 2008 году был утверждён новый регламент, предусматривающий замену стерилизации на безвозвратный отлов бездомных собак и помещение их для пожизненного проживания в муниципальных приютах.
По данным «Российской газеты» на 2012 год, возобновления программы требуют опекуны — «женщины среднего возраста, которым собаки заменяют семью» и «заинтересованные ветеринарные клиники, которые при прежнем мэре получали подряды и осваивали бюджет на стерилизации четвероногих бродяжек».

## Разработчики
В начале 1996 г. Департамент инженерного обеспечения правительства Москвы поручил благотворительному фонду помощи животным «Сирин» разработать комплексную общегородскую программу «Животные городе», в ней выдвигалась идея замены безвозвратного отлова собак на ОСВВ, а бродячие собаки объявлялись «неотъемлемым элементом городской фауны». Руководителем этого фонда являлся зоозащитник Кирилл Горячев
Одним из разработчиков программы, по данным газеты «МК» является руководитель известного общественного фонда Андрей Шестаков
Межрегиональный благотворительный общественный фонд «Спасение животных», президентом которого является Андрей Шестаков, согласно данным его официального сайта был создан в 1996 году «людьми, искренне заботящимися о наших четвероногих друзьях». Фонд занимается реализацией кормов и товаров ветеринарного назначения. Эту информацию подтверждает и издание Meduza: Шестаков в 1996 году руководил ветеринарным центром и нашел поддержку у начальника департамента ветеринарии правительства Москвы Михаила Кравчука, после чего был прекращен отлов собак, а фонд Шестакова занялся стерилизацией сук собак с последующим возвратом их на городские улицы.
Фонд Шестакова «Спасение животных» был впоследствии учредителем приюта «БАНО ЭКО», осваивавшего государственные средства на бездомных животных и оказавшегося в 2016 году в центре скандала, связанного с массовой гибелью собак.
Главным идеологом внедрения программы в Москве называется также Илья Блувштейн, зоозащитник и помощник депутата Мосгордумы Ивана Новицкого, убежденный противник ограничения свободы бездомных собак и их усыпления в приютах, он был автором программы «Животные в городе», предполагавшую внедрение ОСВВ вместо уничтожения собак.
Бывшая руководитель отдела городской фауны департамента ЖКЖ, защитник прав животных и менеджер по образованию Татьяна Павлова, уволенная с должности в 2006 году, также называется одним из разработчиков нормативных документов и пропагандистов этой программы

## Исполнители
ГУП «СОДЖ» (служба отлова диких животных), согласно постановлению правительства Москвы от 2001 года, мог выступать единственным заказчиком стерилизации бездомных животных в Москве. Государственное предприятие передавало подряды исполнителям — частным ветеринарным клиникам.
Бюджетные подряды от мэрии Москвы на отлов, стерилизацию и возвращение собак обратно ежегодно, вплоть до закрытия программы, получали 4 столичные ветеринарные клиники: ООО "Ветклиника «Мовет», «Белый клык», «Витус+» и Ветеринарный центр при академии ветеринарной медицины и биотехнологии им. К. И. Скрябина. Учредитель и директор ООО "Клиника «Мовет» Александр Ткачев-Кузьмин активно выступал в поддержку программы стерилизации, а руководитель Ветеринарного центра при академии имени Скрябина Александр Шестаков был одним из её разработчиков.

## Общая информация о программе
Программа была введена взамен практики отлова бездомных собак с последующим уничтожением, запрещенной в 1999 году после неоднократных обращений защитников животных, в частности, Брижит Бардо.
В нормативных документах, официальных заявлениях и материалах СМИ как правило описывается как «программа гуманного регулирования численности бездомных животных». Согласно Постановлению Правительства Москвы «О формировании системы управления и финансирования комплекса мер по улучшению содержания, использования и охране животных в городе Москве», с введением программы «регулирование численности бесхозяйных животных должно учитывать биологические закономерности и социально-нравственные аспекты и отвечать требованиям гуманности и современным технологиям, исключающим убийство животных и жестокое обращение с ними».
Программа также включает в себя: «размещение в приютах агрессивных, биологически избыточных животных, а также животных, возвращение которых на прежнее место обитания невозможно по объективным причинам» и «создание благоприятного экономического климата и оказание поддержки организациям и предприятиям любой организационно-правовой формы и формы собственности, желающим организовать и содержать приюты для безнадзорных и бесхозяйных домашних животных».
Программа, в зависимости от взгляда на невостребованных животных и на их права (прежде всего на свободу обитания в городской среде), имеет своих сторонников и противников. См. Полемика.
По данным старшего научного сотрудника ИПЭЭ РАН Андрея Пояркова программа привела к неожиданным последствиям: если раньше на 100 бездомных кобелей приходилось около 50 сук, то спустя несколько лет после её введения на 119 самцов — 100 самок. По его словам скорее всего включились природные механизмы, увеличивающие число сук в помёте.
В марте 2011 года свою оценку программе дала известный российский публицист Ульяна Скойбеда:
Неприятно и вспоминать, что творилось: собачьи свадьбы прямо возле станций метро, тысячи искусанных горожан, суки с выпущенными розовыми кишками, волочащимися по асфальту (последствия недобросовестно сделанной операции)... Вакханалия достигла апогея весной 2008-го, когда в Измайловском парке насмерть был загрызен мужчина. После этого программа была с позором закрыта. Своей цели (несмотря на потраченную правительством Москвы астрономическую сумму в 380 миллионов рублей), она не достигла: количество животных не уменьшалось, а оставшиеся становились все более агрессивными

## Запуск и финансирование
Впервые программа стерилизации была запущена в 1998 году, однако по данным газеты «КоммерсантЪ», сведений ни о стерилизованных кошках и собаках, ни о судьбе выделенных на это средств от нее не осталось. В августе 2001 года правительство Москвы объявило о широкомасштабной программе стерилизации с возвратом животных обратно на улицы и выделило финансирование на нее в размере 13 миллионов рублей

## Эксперимент в Марфино
В 1999 году до введения программы на территории всего города был проведен локальный эксперимент в районе Марфино. По инициативе зоозащитной общественности был организован фонд помощи бездомным животным «Ласковый зверь», основной целью которого стала пропаганда стерилизации.
По данным газеты «МК», в декабре 1999 года зоозащитные организации (по данным KM.RU — фонд «Ласковый зверь», по данным журнала «Огонёк» — «Общество защиты бездомных животных» и газета «Собачья жизнь», по утверждению фонда «Ласковый зверь» — «Общество защиты бездомных животных», «Фонд милосердия и защиты животных» и другие зоозащитные организации) обратились к чиновникам из префектуры СВАО, управы «Марфино» и ГУП «Полигон» провести эксперимент — из района вывели государственных ловцов, бездомных собак отдали под опеку защитников животных
Что привело, по данным официального сайта префектуры СВАО г. Москвы, в 2001 году к «крайне напряженной эпидемиологической и эпизоотической ситуация по бешенству».
В годы реализации общегородской программы стерилизации бездомных собак, последовавшей за экспериментом, по данным СМИ, в Главном ботаническом саду РАН, расположенном на территории района, появились стаи бездомных собак, которые живут в вырытых ими норах, а также в убежищах, построенных из подручных материалов в лесопарковой зоне их опекунами — пенсионерами. В репортаже, датированном 2006 годом, сообщается о 50 нестерилизованных собаках, живущих на территории сада, дающих обильный приплод, а журналисты газеты «Известия» сообщили о стае в 20 собак, которые по состоянию на 2006 год спят под коллекционными растениями и следят, чтобы люди не ходили по газонам.
Около 6 утра 14 января 2004 года в районе станции метро «Владыкино» (южный вестибюль которой находится на территории района «Марфино») стая из 30 бездомных собак серьёзно покусала 54-летнего опекуна животных Валентину Архипову, которая пришла их покормить. Она скончалась от ран в больнице. Двумя днями ранее стая собак напала на том же месте на другую женщину, которая была госпитализирована в больницу с серьёзными травмами. После этого происшествия районная служба по отлову животных отловила в Сигнальном проезде, расположенном в нескольких сотнях метрах от границы с районом, стаю из 22 собак По данным представителя ветеринарной службы, занимавшегося отловом собак после происшествия, бездомных собак разводят от скуки сторожа гаражей и промышленных предприятий, один из которых категорически отказывался выдать зверей ловцам. На противоположной стороне Сигнального проезда, в доме 16 стр.4, рядом с местом происшествия располагался офис фонда «Ласковый зверь», занимавшегося программой стерилизации в Москве.
По данным на 2010 год, который приводит зоопсихолог Андрей Тупикин, в Марфино, во дворе неподалёку от станции метро «Владыкино» жила агрессивная стая, которая «облаивала и покусывала» людей, что вызывало много жалоб. Опекуном стаи была агрессивная женщина пенсионного возраста:
Опекуном стаи оказалась очень злая старушка, прослужившая всю жизнь в милиции, с остатками гонора и презрением к людям. Она на всех кидается, защищая собак. Собаки тоже начинаются бросаться на людей. Их отстреливают. Старушка становится еще злее – убили её любимцев – и прикармливает следующую стаю. Которую через какое-то время тоже отстреливают по причине агрессии

## Хронология
В 2001 году Распоряжением Правительства Москвы № 403-РЗП был утверждён «Регламент по отлову, транспортировке, стерилизации, содержанию, учету и регистрации безнадзорных и бродячих кошек и собак в Москве», а в 2002 году Постановлением Правительства Москвы № 819-ПП в столице была введена альтернативная стратегия регулирования численности безнадзорных кошек и собак: массовая стерилизация (кастрация) женских особей с последующим возвращением в места прежнего обитания, для чего при Департаменте ЖКХ правительства Москвы был образован отдел городской фауны. Возглавила его владелица четырёх собак и 16 кошек, выпускница МГИМО, руководитель ветеринарной клиники «Шерри» Татьяна Павлова. В соответствии с программой бездомные суки должны быть стерилизованы, вакцинированы и после 10-дневного наблюдения в ветеринарной клинике возвращены в прежнюю среду обитания под опеку местных жителей. В 2000 году депутат Мосгордумы Андрей Широков признался, что назначение Павловой на должность произошло по его личной просьбе.
Согласно официальным отчётам, в 2003 году было отловлено 6657 собак, стерилизовано — 5669, в приюты направлено 1320 из них.
В 2003—2004 годах в городе существовал лишь один городской приют и 10 частных, стерилизованных животных было некуда девать и их выпускали обратно.
Есть также утверждения, что за последние 10-15 лет количество собак в столице увеличилось..
20 января 2005 г. в РИА "Новости" состоялась пресс-конференция с участием главного редактора Красной книги Москвы, заведующего лабораторией НИИ Охраны природы Бориса Самойлова, на которой он обнародовал данные о том, что из-за того, что Департамент ЖКХиБ г. Москвы «занимается по сути дела разведением бездомных собак», так как этим ведомством «была придумана какая-то непонятная теория, что собакам должно быть предоставлено право самим регулировать свою численность и жить в городе свободно, как в природе», бездомные собаки подвергли уничтожению дикую фауну обитающую на территории Москвы. Некоторые виды, по словам Самойлова, полностью уничтожены бездомными собаками. В частности, это пятнистые олени, косули, лани (в московской части Лосиного острова), заяц-беляк (в Серебряном бору) и др. По словам Самойлова, «все животные, за исключением белок, которые могут спрятаться на деревьях, обречены на уничтожение собаками.» На данной пресс-конферренции Самойлов назвал программу стерилизации в Москве «абсолютно маразматическим вариантом», а теорию саморегуляции бродячих стай назвал «не выдерживающей никакой критики с точки зрения популяционной экологии». Об истреблении бездомными собаками дикой фауны на территории Москвы говорит также официальный отзыв коллектива Красной книги Москвы и отзывы из некоторых других московских природоохранных организаций.
По наблюдениям эколога Алексея Пояркова на 2006 год, стерилизация сыграла неожиданную роль в составе популяции московских бездомных собак. Если раньше на 100 кобелей приходилось около 50 сук, то теперь на 119 самцов — 100 самок. По его мнению, скорее всего включились природные механизмы, увеличивающие число сук в помете.
По данным бывшего руководителя отдела городской фауны Татьяны Павловой, в ходе программы ОСВ стаю стерилизованных собак, обитавших возле станции метро «Фрунзенская», было решено пометить бирками на ушах. Однако в условиях московской зимы от этих бирок у животных начали гноиться уши. После чего собак решили метить при помощи татуировок на коже возле паха. В планах департамента было внедрение электронного чипа для стерилизованных сук.
В 2006 году контрольно-счётная палата обнаружила нецелевое расходование средств, отдел городской фауны был ликвидирован, а его руководитель Татьяна Павлова уволена. По словам Татьяны Павловой, за годы существования отдела городской фауны в Москве было простерилизовано 18 000 собак.
В 2007 году, по данным ГУП «Служба отлова диких животных» (СОДЖ), на выполнение мероприятий по регулированию численности животных в Москве из городского бюджета потратили 87,76 миллиона рублей, что в 8 раз больше, чем до начала XXI века, когда собак отлавливали с целью умерщвления, на программу стерилизации с последующим возвращением собак на улицу было выделено 76 миллионов рублей — по 13 000 рублей на каждую из 6000 простерилизованных бездомных сук. В 2008 году начальник противоэпизоотического отдела Объединения ветеринарии Москвы Сергей Филатов фактически признал провал программы, отчасти по причине невозможности её должного исполнения, этой же точки зрения придерживаются и другие специалисты. Сотрудник отдела городской фауны департамента ЖКХ Москвы Наталья Соколова и председатель комиссии по экологической политике Московской городской думы Вера Степаненко также полагают, что программа стерилизации не реализовывалась должным образом и поэтому не дала желаемых результатов, хотя и стабилизировала численность бездомных животных, но при выполнении соответствующих необходимых условий должна сработать.
В бюджет 2008 года на реализацию программы было заложено 127 миллионов 315 тысяч рублей.

### 2008 год. Введение безвозвратного отлова
В апреле 2008 года 55-летний кандидат технических наук, программист Владимир Гайдаржинский совершал традиционную пробежку по Измайловскому парку. На центральной аллее около 19 часов вечера он был атакован стаей бездомных собак, имевшей опекунов — престарелых москвичек. От ран и покусов Гайдаржинский умер неделей спустя в реанимации. После этого инцидента, получившего широкий общественный резонанс, программа стерилизации, подразумевавшая возврат зверей «в места привычного обитания», была прекращена
В 2008 году первый заместитель мэра Москвы Бирюков П. П. утвердил новый регламент, предусматривающий безвозвратный отлов бездомных животных. Документ не был опубликован и, по словам зоозащитников, противоречил действующему Регламенту по отлову. Участники форума «Пес и кот» в связи с утверждением нового регламента направили в Прокуратуру РФ обращение «О применяемых на территории Москвы незаконных правовых актах и жестоком обращении с животными», где указали, что данный регламент не соответствует действующим законодательным и правовым актам полномочных органов Москвы, нарушает заложенные в них принципы гуманного отношения к животным, введен в действие в нарушение установленного порядка.
К концу 2009 года, по сообщениям Bloobmerg, правительство Москвы планировало построить 15 питомников, которые смогли бы вместить 30 тысяч животных. Самок собак планировалось подвергать хирургической стерилизации, а после 10 суток передержки привозить в места, где они были отловлены. На программу стерилизации планировалось потратить до 1,5 миллиардов рублей.

### 2009—2010 год. Требования защитников прав животных вернуть программу
В 2009 году зоозащитники высказали мнение о нецелевом расходование средств, выделенных на стерилизацию. Например, руководство приюта в ВАО фальсифицировало данные по стерилизации. По отчётам приюта выходило, что стерилизованы и кастрированы тысячи собак, а по данным клиники «государственным» собакам произвели не более десятка операций.
В январе 2010 года председатель комиссии по экологической политике Мосгордумы Веры Степаненко, сообщила, что бездомные собаки содержатся в приютах в течение срока до 6 месяцев, после чего отпускаются.
В феврале 2010 года защитники прав бездомных собак провели акцию «Всем миром к мэру. Очередь за жизнью», в ходе которой они просили мэра не принимать поправки к Регламенту по отлову, транспортировке, стерилизации, содержанию, учету и регистрации безнадзорных и бесхозных кошек и собак в Москве, в которых, по мнению зоозащитников, предлагается разрешить уничтожение щенков, больных, старых и агрессивных животных при поступлении в муниципальные приюты.

По данным контрольно-счётной палаты Москвы, которые были опубликованы в марте 2011 года, на отлов, стерилизацию и содержание одной собаки в приюте каждый месяц выделялось из городской казны 9 тысяч 148 рублей, что на 900 рублей больше прожиточного минимума москвича. Стоимость содержания одной собаки в приюте — 5121,3 рубля в месяц — почти в семь раз превышает сумму детского пособия и сопоставимо с величиной прожиточного минимума для столичного пенсионера. Контрольно-счетная палата резюмирует: расходы на бездомных собак год от года увеличивались, а их число почти не уменьшалось, а в некоторых районах даже выросло. По утверждению Андрея Макаревича
На те деньги, которые выделялись из городского бюджета последние годы, можно было построить собачий город и позолотить в нем крыши.
Как утверждает начальник отдела городской фауны правительства Москвы Татьяна Павлова, стерилизации подвергались не только суки, но и кобели, и даже крысы. При этом на каждую операцию стерилизации выделялось около 5 тысяч рублей. Однако при проверке приюта выяснилось, что уже «стерилизованные» суки продолжают щениться.

### 2016 год. Общественность выпускает стерилизованных собак на улицы города на деньги городского бюджета
После нескольких лет безвозвратного отлова и изъятия безнадзорных собак с улиц, в городе возобновили эксперименты со стерилизацией. На этот раз их инициатором выступил депутат Мосгордумы от партии «Единая Россия» Сергей Зверев, текстильщик по образованию, а также Государственное бюджетное учреждение «Мосволонтер». Участники его общественного проекта «ZOOвыход», образованного при поддержке Департамента культуры, начали выпускать на улицы для безнадзорного обитания собак из московских приютов. Собаки стерилизованы и помечены желтыми пластиковыми бирками в ушах.

## Проблемы для инвалидов по зрению, вызванные реализацией программы
Издание «Комсомольская правда» опубликовала письмо москвича — инвалида по зрению Константина Гвоздева, который неоднократно обращался в правительство Москвы с жалобой на то, что из-за реализации программы он и 35 000 других слепых, проживающих в Москве, испытывают серьёзные проблемы во время прогулок по городу из-за нападения на него свободно обитающих стайных собак. Инвалид рассказывает об обстоятельствах нападения на него стаи из 12 псов неподалёку от дома, где он живёт, которое произошло в 2009 году.

## Полемика

### Мнение биологов
- Заведующий кафедрой ветеринарной патологии РУДН Владимир Макаров считает, что такое явление, как обитание бездомных животных, представляет проблему для городских властей. Однако, по его словам, возврат животных в естественную среду обитания после стерилизации связан с известными трудностями: пока собака находилась в клинике её место занимает другая особь. В связи с этим Макаров высказывается за существование системы эвтаназии бездомных собак, которым невозможно найти хозяина[90]
- Биолог[91], сотрудник Научно-исследовательского центра проблем городской фауны[92] и председатель Петрозаводского общества защиты животных Владимир Рыбалко критикуют качество проведения московской программы ОСВ, предусматривающую возвращение безнадзорных стерилизованных собак на улицы[93]:

Размеры приютов — ограничены… Городская среда не сможет вместить всех.
(…) лишние животные гибнут либо от неизбежных подпольных потрав, отстрелов и отловов, либо дохнут под заборами по «естественным причинам» — от голода, холода, болезней, а также от автомобилей, садистов, голодных бомжей или в конкуренции со своими более удачливыми соплеменниками («закон джунглей»).

### Мнение санитарных врачей
По данным журнала «КоммерсантЪ-Власть», представители санитарных служб подвергают программу резкой критике, предлагая возвращение к практике усыпления невостребованных животных в качестве меры по борьбе с бешенством. Основной претензией к программе стерилизации со стороны санитарных служб является тот факт, что программа не влияет на профилактику бешенства.

### Мнение экологов и ветеринаров
Старший преподаватель кафедры биогеоценологии и охраны природы ПГУ В. А. Акимов и руководитель ООО «Ветмастер» Вадим Галков утверждают, что отстрел бездомных животных
не является достаточно эффективным при условиях отсутствия контроля над разведением новых животных, и вся проблема требует решения комплексными превентивными мерами.

Сторонник программы президент Российской ветеринарной ассоциации Александр Ткачев-Кузьмин в 2005 году отмечал:
Было решено пойти по пути слаборазвитых бедных стран, где собак стерилизуют, но не содержат пожизненно в приютах, а возвращают на место прежнего обитания, чтобы эта популяция, привитая к тому же против бешенства, не пускала в Москву собак из области и не давала размножаться воронам, крысам и мышам
В 2013 году против самого Ткачева-Кузьмина, руководившего на тот момент ветеринарным центром «Лига» было возбуждено уголовное дело о мошенничестве после того, как Следственный комитет и Контрольно-счетная палата Москвы выявили хищения при освоении бюджетных денег, выделяемых на стерилизацию бездомных собак и содержание их в приютах в размере около миллиарда рублей

#### Мнение эколога А. Д. Пояркова
Стратегия «ОСВ» для собак находит поддержку со стороны эколога, научного сотрудника Института проблем экологии и эволюции им. А. Н. Северцова РАН, кандидата биологических наук Андрея Пояркова (ЦПЗ называет его одним из «идеологов программы стерилизации»). Поярков высказывает своё мнение о недостатках проведения эвтаназии бездомным собакам по сравнению с программой стерилизации. Согласно его замечаниям:
- многолетняя практика уничтожения собак в городе, в том числе крупнейшие соответствующие программы 1980 и 1985 года, не показала никаких заметных результатов;
- система уничтожения собак увеличивает миграцию выживших, что приводит к ухудшению эпидемиологической обстановки;
- система отлова является самой дорогостоящей среди прочих методов регулирования численности бездомных собак, так как для эффективности требует практически непрерывного проведения программ;
- сторонники возврата к методам отлова вместо применяющейся ОСВ изначально исходят из неправильных предпосылок — мнения, что это поможет решить ряд проблем, связанных с покусами и заражениями людей, и т. п. По мнению Пояркова, «отлов не решает этих проблем».

### Мнение защитников животных

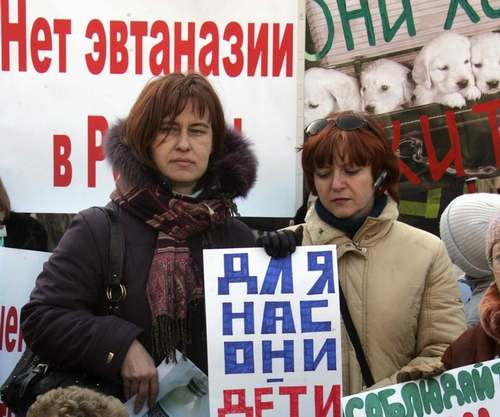
Участники митинга в поддержку программы стерилизации бездомных собак в Москве.2008 г.

Межрегиональная общественная организация «Совет попечителей бездомных животных» полагает, что «решение собачьего вопроса — не в их поголовном уничтожении, а в их поголовном спасении». Организация одобряет введение программы, но считает, что последняя лишь продекларирована на бумаге, но не осуществляется, что приводит к увеличению числа бездомных животных на улицах столицы. Ирина Унонян, руководитель Совета, возмущена политикой городских властей, полагая, что необходимо возвращать бездомных собак в прежние места обитания, где опекуны за ними ухаживают и кормят. По её словам, в приюты, куда помещают отловленных собак, опекунов не пускают.
Депутат Госдумы Илья Блувштейн — сторонник программы ОСВ в отношении бездомных собак — убежден: «гуманизм состоит в том, что человек должен признать и право других живых существ на жизнь».
Карельское республиканское Общество защиты животных выступает против лоббистов, заинтересованных в увеличении расходов на отлов и убийство животных, требуя взамен введения у себя в регионе программы стерилизации, аналогичной проводившейся в Москве..
В период действия программы зоозащитная общественность проводила митинги против уничтожения бездомных животных как методики регулирования их численности[уточнить]. Эти митинги пользовались поддержкой звёзд эстрады и кино (Андрей Макаревич, Александр Градский, Юрий Антонов, Елена Камбурова, группа Сценакардия, Ирина Озёрная, Елена Папанова и другие).В марте 2009 года была организована Общероссийская акция в защиту бездомных животных, в которой принимали участие более 30 городов России, собравшая в Москве около 500 человек. Участники акции, в частности, выступили в поддержку введения программы стерилизации, а также за введение жесткого контроля за разведением животных.
По информации сайта защитников прав животных Animalrights.ru, несмотря на выделение средств из бюджета на стерилизацию и содержание собак в приютах, в конце 2008 года в декабре месяце их просто убивали. Причиной этому назывались в том числе неспособность префектур исполнять программу по стерилизации и отсутствие общественного контроля за исполнением программы.
Как утверждает президент благотворительного фонда помощи животным «Большие сердца» Анастасия Комагина, на московскую программу ОСВВ в период с 2001 по 2009 годы были затрачены громадные суммы, но результатом ее стал лишь рост численности собак, смерти людей от нападений стай, и, как естественная реакция населения, — массовые потравы собак

### Мнение главного санитарного врача России
Руководитель Роспотребнадзора, главный государственный санитарный врач РФ Геннадий Онищенко признал провал программы стерилизации бродячих животных в Москве и предложил принять меры по сокращению их численности.
Что делать с безнадзорными собаками? Гуманизм по отношению к ним - вещь, вызывающая уважение. Но десятки тысяч бездомных животных живут в Москве. Скажем прямо, программа по стерилизации животных в Москве не удалась. Ситуация, при которой мы с этими животными сосуществуем, но не принимаем мер по сокращению их численности, представляется неадекватной

### Мнение сотрудников Центра правовой зоозащиты
Президент Центра правовой зоозащиты Светлана Ильинская в своей работе "Программа стерилизации бездомных животных — уголовное преступление " доказывает, что внедрение программы стерилизации в Москве является уголовным преступлением по статьям: служебный подлог, сокрытие информации, нарушение санитарных правил и др. Главный аргумент — программа стерилизации, заявленная, как «гуманный метод сокращения численности бездомных животных», таковой не является в связи с массовой гибелью бездомных животных на улице и истреблением собаками дикой фауны и кошек. Помимо этого по мнению организации наличие на улице бездомных собак является фактором представляющем опасность для жизни и здоровья граждан, что являлось предметом сокрытия чиновниками с целью внедрения программы стерилизации.

### Мнение директора WWF России
Директор Всемирного фонда дикой природы (WWF) России Игорь Честин высказал мнение, что «важно заниматься стерилизацией животных», не уточнив впрочем каких именно он имеет в виду — хозяйских или бездомных. Текущие результаты (по состоянию на 2009 год) он оценивает как провал программы по вине властей. Честин также высказывал мнение, что провал программы стерилизации спровоцировал возникновение очагов бешенства на территории города в 2009 году, когда инфицированная собака покусала 38 человек, из них 4 детей

### Другие мнения
В 2008 году начальник отдела городской фауны Департамента ЖКХ города Москвы Наталья Соколова в интервью телекомпании НТВ сказала, что Правительство Москвы по программе гуманного регулирования, по её мнению, «впереди планеты всей» и что, по её данным, «ни в одной стране мира нет программы, которая бы не усыпляла животных».
Еженедельник «Мегаполис-Новости» назвал программу «ветеринарной революцией».
По мнению специалистов, опубликованном в РБК daily, отсутствие ожидаемого от программы результата может быть связано с неэффективным использованием бюджетных средств, заместитель председателя Российского общества защиты животных «Фауна» Илья Блувштейн также полагает, что это возможно по причине отсутствия серьёзного контроля за исполнением программы.
Обозреватель газеты «Комсомольская правда» Ульяна Скойбеда считает неоправданным проведение программы, приводя в пример Францию, где, бесхозяйных собак принято отлавливать и усыплять.
По словам корреспондента «Власти» Сергея Петухова, «сторонники и противники [программы] вгрызаются друг в друга почище брошенных псов»